# Mandarin du Shandong
Pour les articles homonymes, voir Shandong.
 (avril 2013).
Si vous disposez d'ouvrages ou d'articles de référence ou si vous connaissez des sites web de qualité traitant du thème abordé ici, merci de compléter l'article en donnant les références utiles à sa vérifiabilité et en les liant à la section « Notes et références ».

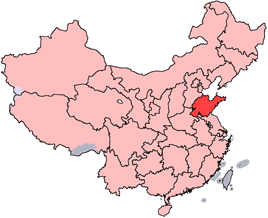
La province du Shangdong en République populaire de Chine

Mandarin du Shandong (chinois simplifié : 山东官话 ; chinois traditionnel : 山東官話 ; pinyin : Shāndōng guānhuà) ou dialecte du Shandong (chinois simplifié : 山东话 ; chinois traditionnel : 山東話 ; pinyin : Shāndōng huà), est un terme utilisé pour désigner deux dialectes du mandarin parlés dans la province du Shandong en République populaire de Chine :
- Mandarin jilu (chinois simplifié : 冀鲁官话 ; chinois traditionnel : 冀魯官話 ; pinyin : Jìlǔ guānhuà), parlé au nord-ouest du Shandong;
- Mandarin zhongyuan (chinois simplifié : 中原官话 ; chinois traditionnel : 中原官話 ; pinyin : Zhōngyuán guānhuà), parlé au sud-ouest du Shandong.

Le mandarin jiaoliao est également parlé dans la province.